# Hologram of Baal
Hologram of Baal (en español: Holograma de Baal) es el décimo álbum de estudio de la banda de rock australiana The Church. Fue publicado el 8 de septiembre de 1998 a través de los sellos discográficos Festival, Cooking Vinyl y Thirsty Ear. Luego del reencuentro con el guitarrista Peter Koppes en un proyecto paralelo, decidieron volver a grabar nuevo material como banda.
Otro material grabado en jam sessions fue incluido en un disco adicional, Bastard Universe, con 79 minutos de música experimental, dividido en seis canciones o “stages”.

## Concepto
Con su formación renovada, también coincidió una nueva atención de los medios estadounidenses, con Tim Powles comentando para Palo Alto Weekly: “Este álbum es un poco nuestro retorno al sonido completo de la banda original, ahora con mi influencia”. En un artículo de The Washington Post, se describen los toques de electrónica y space rock, destacando a «Tranquility» y «Eight Miles High» como parte de esos experimentos más contemporáneos.
Por su parte, el diario Chicago Tribune catalogó al álbum como su material más consistente desde Starfish, describiendo como “pegadizas” las canciones «Anaesthesia» y «Ricochet», y como “extraña” a la semi spoken word «The Great Machine».
Otra canción en el álbum, «This Is It», fue inspirado en la muerte por suicidio de Michael Hutchence, el vocalista de INXS.

## Lista de canciones
Todas las canciones escritas y compuestas por Kilbey/Koppes/Powles/Willson-Piper. 
| N.º   | Título                  | Duración |  |
| 1.    | «Anaesthesia»           | 5:18     |  |
| 2.    | «Ricochet»              | 3:34     |  |
| 3.    | «Louisiana»             | 6:04     |  |
| 4.    | «The Great Machine»     | 5:48     |  |
| 5.    | «No Certainty Attached» | 4:00     |  |
| 6.    | «Tranquility»           | 7:38     |  |
| 7.    | «Buffalo»               | 4:14     |  |
| 8.    | «This Is It»            | 4:23     |  |
| 9.    | «Another Earth»         | 3:32     |  |
| 10.   | «Glow-Worm»             | 6:07     |  |
| 50:40 |                         |          |  |

### Bastard Universe
| N.º      | Título    | Duración |  |
| 1.       | «Stage 1» | 15:52    |  |
| 2.       | «Stage 2» | 11:31    |  |
| 3.       | «Stage 3» | 13:04    |  |
| 4.       | «Stage 4» | 12:23    |  |
| 5.       | «Stage 5» | 10:09    |  |
| 6.       | «Stage 6» | 15:40    |  |
| 01:19:18 |           |          |  |

## Créditos y personal
Adaptados desde AllMusic.
The Church
- Steve Kilbey – Voz principal, bajo, teclado, guitarra.
- Peter Koppes – Mezcla, guitarras, teclado, voces de apoyo.
- Tim Powles – Ingeniería, mezcla, percusión, batería, voces de apoyo.
- Marty Willson-Piper – Guitarras, bajo, voces de apoyo.

Producción y apoyo
- William Bowden – Masterización (1-4, 8-9).
- Chris Campbell – Asistente de ingeniero.
- Linda Neil – violín (3, 10).